# Усов Аркадій Іванович
Аркадій Іванович Усов (нар. 1914, Горлівка, Бахмутський повіт, Катеринославська губернія, Російська імперія) — український радянський футболіст, воротар. Майстер спорту СРСР (1947).

## Життєпис
Родом з футбольної сім'ї. Його батько Іван тренував горлівську команду, а брат Валентин виступав за неї. Сам Аркадій також починав грати в футбол в команді «Динамо» (Горлівка).
З середини 1930-их років по 1941 рік виступав за команду Сталінградського тракторного заводу.
Після закінчення війни грав за свердловське «Динамо».

## Статистика
| Команда                | Сезон   | Чемпіонат | Чемпіонат | Чемпіонат | Кубок | Кубок | Загалом | Загалом |
| Команда                | Сезон   | Рів.      | Матчі     | Голи      | Матчі | Голи  | Матчі   | Голи    |
| ---------------------- | ------- | --------- | --------- | --------- | ----- | ----- | ------- | ------- |
| «Дзержинець-СТЗ»       | 1936    | IV        | 3*        | −7*       | 3     | −3    | 6*      | −10*    |
| «Трактор» (Сталінград) | 1937    | IV        | 9         | −11       | 2     | −3    | 11      | −14     |
| «Трактор» (Сталінград) | 1938    | I         | 20        | −35       | 0     | −0    | 20      | −35     |
| «Трактор» (Сталінград) | 1939    | I         | 17        | −19*      | 1     | −3    | 18      | −22*    |
| «Трактор» (Сталінград) | 1940    | I         | 7         | −12       | —     | —     | 7       | −12     |
| «Трактор» (Сталінград) | 1941    | I         | 5         | −7        | —     | —     | 5       | −7      |
| «Трактор» (Сталінград) | Загалом | Загалом   | 58        | −84*      | 3     | −6    | 61      | −90*    |
| Усього                 | Усього  | Усього    | 61*       | −91*      | 6     | −9    | 67*     | −100*   |

Примітка: позначкою * відзначені колонки, дані в яких, ймовірно, вказано неповні.

## Стиль гри
Ось як згадував про Усова старший тренер сталінградського «Трактора» Юрій Ходотов:
|  | Технічний, з хорошою реакцією і відмінним вибором позиції, успішно грав на виходах і завжди прагнув до активних дій як у штрафному майданчику, так і за її межами. |